# Arti & Mestieri
Arti & Mestieri é um grupo italiano de rock progressivo.

## História
Um dos grupos da etiqueta Cramps, os Arti & Mestieri, de Turim, foram formados em torno de 1974 pelo ex-baterista da banda The Trip, Furio Chirico, que tinha precedentemente tocado também o grupo I Ragazzi del Sole e Martò e I Judas. Venegoni, Vigliar e Vitale tinham tocado com Il Sogno di Archimede, um grupo de progressivo jazz. Tocando frequentemente com o Area, dividiam com estes últimos, o interesse em direção a uma fusão jazz-rock com elementos de música progressiva. E o primeiro disco, Tilt, teve um ótimo resultado, ainda que as partes vocais limitadas eram o ponto fraco. O álbum tinha somente duas músicas cantadas, o resto era totalmente instrumental. Considerado pelos entusiastas como o melhor disco da banda.
O grupo teve uma boa atividade live, tocando como grupo que abria concertos de bandas como a Premiata Forneria Marconi e também os Gentle Giant. O seu desempenho live é demonstrado no bom CD ao vivo realizado em 1990 e um outro publicado em 2002, mas com gravações de 1974.
O segundo disco, de 1975, Giro di valzer per domani, teve o ingresso de um cantor, Gianfranco Gaza, vindo dos Procession, e o álbum tem um som e um produção muito melhor que o primeiro, do qual retem o estilo, mas com algum elemento jazzístico melhor. Duas das músicas melhores são a instrumental Valezer per domani e a cantada Saper sentire. Ambas saíram também como 45 rotações.
Depois de alguns anos de interrupção, em 1979, saiu um terceiro trabalho da banda chamado Quinto stato. O grupo estava sempre guiado por Chirico, entretanto com uma diferente formação e em um estilo jazz-rock mais tradicional, enquanto que os álbuns sucessivos se dirigiam sempre mais claramente em direção a um gênero fusão.
O quarto disco, Acquario, não é um live como escrito na capa, só uma gravação live em estúdio. Como o seguinte, Children's blues, foi realizado em uma pequena etiqueta com distribuição local.
O guitarrista Venegoni realizou dois discos sempre para a Cramps, o grupo Venegoni & Co., sempre no estilo jazz-rock dos últimos do Arti & Mestieri. O baterista Furio Chirico continuou a tocar e ensinar o seu instrumento. Furio é o primeiro baterista que fez um álbum solista com métodos de ensino de bateria. É o primeiro baterista italiano que tocou no Modern Drummer Festival nos Estados Unidos, edição 2002. O tecladista Crovella tocou e ocupou o papel de produtor de diversos discos de novos grupos progressivos italianos como Romantic Warriors, Tower, Mosaic.
Uma nova formação do Arti & Mestieri com os componentes originais Venegoni, Crovella, Gallesi e Chirico e com Marco Cimino, ex-Errata Corrige, já fazendo parte do grupo desde o álbum Quinto stato, ele e Gallesi estiveram também no grupo Esagono, e o violinista Corrado Trabuio, realizaram o novo CD Murales, em 2001, para e etiqueta independente Electromantic. Prevalentemente instrumental e influenciado pelo jazz e world music, o CD inclui ainda refazimentos de um par de músicas dos primeiros discos, Gravità 9,81 e Nove lune prima.
Os apaixonados dos primeiros trabalhos ficaram contentes de saber da saída de um outro CD chamado Articollezione, compilação do material do primeiro período, muito mais em estilo progressivo do que os trabalhos sucessivos.
Um outro belo disco é o duplo CD Live 1974/2000. Trata-se de um inteiro concerto de 1974. Todas as músicas do precedente CD Vinyl Magic Live estão incluídas juntas a outras, mas trata-se de um outro concerto, enquanto que o segundo CD contêm gravações de concertos de 1999 e 2000.
O verão de 2003 viu o grupo tocar com uma nova formação, com maior espaço nas vozes, e a banda foi convidada ao ProgDay 2003, nos Estados Unidos.
Os componentes orinários Furio Chirico e Beppe Crovella são agora ajudados por Corrado Trabuio, no violino e voz, Slep com a guitarra e voz e Roberto Cassetta no baixo e voz, e com um espetáculo live muito potente quase inteiramente baseado nas suas produções dos anos de 1974 e 1975. Foi um grande retorno!
O álbum de 2004, gravado por essa nova formação, é Progday special, um CD com quatro branos, contendo músicas gravadas ao vivo em estúdio para promover o grupo na sua então aventura estrangeira. A etiqueta Electromantic realizou em 2004 também um CD solista do baixista original do grupo, Marco Gallesi, com o título Riff.
Em 2005 ainda um novo trabalho de estúdio, com o título Estrazioni e colegado à primeira produção do grupo já na capa. O trabalho contêm algumas músicas compostas para um terceiro disco nunca publicado de 1977, e outras de mais recente composição, com um nível bastante variado, ma seja como for, muito promissor. A formação da banda compreende no disco Marco Roagna na guitarra, no lugar de Slep, e Alfredo Ponissi no sax, além de uma participação do guitarrista original Gigi Venegoni. Nos concertos aparecem também como hóspedes, o saxofonista Warren Dale e o cantor Iano Nicolò, frontman do grupo piemontês Cantina Sociale.
Ainda em 2005, o grupo tocou no Japão, no Club Città de Tóquio, e um CD live, intitulado First Live in Japan, saiu no fim de 2006.
No início de 2008 finalmente saiu uma caixa celebrativa do primeiro disco Tilt e da inteira carreira do grupo, com o título 33, uma esplêndia confecção tendo um LP, um CD, 2 DVDs e muito mais ainda.

## Álbuns
- 1974 Tilt Cramps (CRSLP 5501)
- 1975 Giro di valzer per domani Cramps (CRSLP 5502)
- 1979 Quinto stato Cramps (5205 505)
- 1983 Acquario Studio (SMS 1002)
- 1985 Children's blues Edizioni Augusta (MS 1009)
- 1990 Live Vinyl Magic (VM 018)
- 2001 Murales Electromantic (ARTLP 2001)
- 2001 Articollezione Electromantic (ART 403)
- 2002 Live 1974-2000 Electromantic (ART 4078)
- 2003 ProgDay Special Electromantic (ART 4101)
- 2005 Estrazioni Electromantic (AEM 95251)
- 2006 First Live in Japan Electromantic (AEM 95253)
- 2008 33 Electromantic (AEM 33)